# モナンテス属
モナンテス属 (Monanthes) は、ベンケイソウ科の属の一つ。
小型の多肉植物で、約10種が報告されている。

## 分布
アフリカ北西部の沖に位置するカナリア諸島とサルベージ島の固有種である。モナンテス属は全種がカナリア諸島とサルベージ島にのみ分布するが、島ごとに存在する種に大きく偏りが見られる。分布の中心はテネリフェ島であり、7種がこの島に分布し、うちM.anagensisとM.minimaの2種がこの島のみの固有種として報告されている。東方のフエルテベントゥラ島とランサローテ島はM.laxifloraのみが分布する。エル・イエロ島にはM.muralisのみの分布が報告されている。M.loweiはサルベージ島（カナリア諸島の北）に存在する唯一の種である。M.laxifloraは最も広く分布する種であり、東側の5つの島（エル・イエロ島とラ・パルマ島以外）に分布する。西側の5つの島のうち、M.polyphylla（亜種を含む）は4つの島に分布するが、M.brachycaulos 、M.icterica 、M.muralis とM.pallensは2島にのみ分布している。
さらに、M.brachycaulos、M.laxiflora、M.muralis、M.pallens、M.polyphyllaは分布地域ごとに形態的な違いがあることが報告されている。

## 特徴
岩の窪みや、湿り気のある崖の斜面に貼りつくように生える。種によってはランナーや側枝によって広がり、マット状に地面を覆う。乾燥によく耐えるが、原産地が一年を通じて気温の変化が少ないため耐寒性、耐暑性に欠け、四季の変化が激しい日本での栽培を難しくしている。ほとんどの種が多年草でM.ictericaのみが一年草であるが、M.ictericaは遺伝的に他の種から大きく離れていることが明らかになっている。Sempervivum属、Greenovia属、Aichryson属、およびAeonium属と近縁であり、花の形状に共通点がある。

## 主な種
近年はDNAのクラスター分析による分類が進んでいるが、過去の文献に登場した種が無くなったり、新種が発見されたりと未だに分類には流動性がある。日本での流通は少なく、情報も少ないために呼称に混乱が見られることもある（例:ラキシフローラ→ラキシフォリア）。日本国外のサイトでも写真と種名が一致しない事がよくある。
- モナンテス・アナゲンシス - M.anagensis
- モナンテス・ブラキカウロン（モナンテス・ブラキカウロス） - M.brachycaulos(M.brachycaulon)
- モナンテス・イクテリカ M.icterica
- モナンテス・ラキシフローラ -  M.laxiflora
- モナンテス・ルーウェ M.lowei
- モナンテス・ミニマ - M.minima subsp.minima (M.minima)
- モナンテス・アデノセペス（モナンテス・ミニマ・アデノセペス） - M.minima subsp.adenoscepes (M.adenoscepes)
- モナンテス・ムラリス - M.muralis
- モナンテス・パレンス - M.pallens
- モナンテス・ポリフィラ - M.polyphylla subsp.polyphylla (M.polyphylla)
- モナンテス・アミドロス（モナンテス・ポリフィラ・アミドロス） - M.polyphylla subsp.amydros (M.amydros)
- モナンテス・ウィルドプレッティー - M.wildpretii

M.minimaにはadenoscepesと呼ばれる特徴の異なる亜種の存在が報告されている。
また、M.polyphyllaにはamydrosと呼ばれる亜種が存在し、分布する島が異なる。
M.brachycaulosとM.brachycaulonは論文レベルでも呼称が分かれており、両方の表現が使われている。

## 栽培
一般的な多肉植物同様、栽培には排水のよい土壌を必要とする。乾燥に強いが耐寒性、耐暑性に欠ける。特に日本の高温多湿な夏には注意が必要で、遮光や通風に気を遣わないと一瞬で煮えてしまい、全滅することがある。そのため、夏季には断水して休眠状態で日陰に置くほうが無難である。冬は10℃程度までは耐えるとされるが、それ以下では加温する必要がある。春秋の適温期には旺盛に生育する。この時期には水を必要とする。多くのランナーを発生させる種は増殖が比較的容易である。繁殖はランナーを植えつけるか、挿し木による。実生栽培もできるが、種子はきわめて微細であり、取り扱いが難しい。